# Растопуловка
Растопуловка (рос. Растопуловка) — село у Приволзькому районі Астраханської області Російської Федерації.
Населення становить 2310 осіб. Входить до складу муніципального утворення Село Растопуловка.

## Історія
Населений пункт розташований на території українського етнічного та культурного краю Жовтий Клин. Від 1980 року належить до Приволзького району.
Згідно із законом від 6 серпня 2004 року органом місцевого самоврядування є Село Растопуловка.

## Населення
| 2002  | 2010  | 2012  | 2013  | 2014  | 2015  | 2016  |
| ----- | ----- | ----- | ----- | ----- | ----- | ----- |
| 1424  | ↗2037 | ↗2064 | ↗2096 | ↗2132 | ↗2202 | ↗2265 |
| 2017  |       |       |       |       |       |       |
| ↗2310 |       |       |       |       |       |       |